# Alamance County
Das Alamance County ist ein County im Bundesstaat North Carolina der Vereinigten Staaten. Der Verwaltungssitz (County Seat) ist Graham, das nach dem Gouverneur William Alexander Graham benannt wurde.

## Geographie
Das County liegt nördlich des geographischen Zentrums von North Carolina, ist im Norden etwa 40 km von Virginia entfernt und hat eine Fläche von 1126 Quadratkilometern, wovon 12 Quadratkilometer Wasserfläche sind. Es grenzt im Uhrzeigersinn an folgende Countys: Caswell County, Orange County, Chatham County, Randolph County und Guilford County.
Alamance County ist in 13 Townships aufgeteilt: 1 (Patterson), 2 (Coble), 3 (Boone Station), 4 (Morton), 5 (Faucette), 6 (Graham), 7 (Albright), 8 (Newlin), 9 (Thompson), 10 (Melville), 11 (Pleasant Grove), 12 (Burlington) und 13 (Haw River).
Das County wird vom Office of Management and Budget zu statistischen Zwecken als Burlington, NC Metropolitan Statistical Area geführt.

## Geschichte
Alamance County wurde am 9. Januar 1849 aus Teilen des Orange County gebildet. Benannt wurde es nach dem Great Alamance Creek, einem 19 km langen Flüsschen, das in den Haw River mündet.
65 Bauwerke und Stätten des Countys sind insgesamt im National Register of Historic Places eingetragen (Stand 21. Februar 2018).

## Demografische Daten
Nach der Volkszählung im Jahr 2000 lebten im Alamance County 130.800 Menschen in 51.584 Haushalten und 35.541 Familien. Die Bevölkerungsdichte betrug 117 Einwohner pro Quadratkilometer. Ethnisch betrachtet setzte sich die Bevölkerung zusammen aus 75,61 Prozent Weißen, 18,76 Prozent Afroamerikanern, 0,35 Prozent amerikanischen Ureinwohnern, 0,90 Prozent Asiaten, 0,02 Prozent Bewohnern aus dem pazifischen Inselraum und 3,19 Prozent aus anderen ethnischen Gruppen; 1,16 Prozent stammten von zwei oder mehr Ethnien ab. 6,75 Prozent der Bevölkerung waren spanischer oder lateinamerikanischer Abstammung.
Von den 51.584 Haushalten hatten 31,1 Prozent Kinder unter 18 Jahren, die bei ihnen lebten. 52,1 Prozent davon waren verheiratete, zusammenlebende Paare, 12,7 Prozent waren allein erziehende Mütter und 31,1 Prozent waren keine Familien. 26,0 Prozent waren Singlehaushalte und in 10,1 Prozent lebten Menschen mit 65 Jahren oder älter. Die Durchschnittshaushaltsgröße betrug 2,46 und die durchschnittliche Familiengröße war 2,95 Personen.
23,8 Prozent der Bevölkerung waren unter 18 Jahre alt. 9,9 Prozent zwischen 18 und 24 Jahre, 29,9 Prozent zwischen 25 und 44 Jahre, 22,3 Prozent zwischen 45 und 64, und 14,1 Prozent waren 65 Jahre alt oder Älter. Das Durchschnittsalter betrug 36 Jahre. Auf alle weibliche Personen kamen 92,5 männliche Personen. Auf alle Frauen im Alter von 18 Jahren oder darüber kamen 89,0 Männer.
Das jährliche Durchschnittseinkommen eines Haushalts betrug 39.168 $ und das jährliche Durchschnittseinkommen einer Familie betrug 46.479 $. Männer hatten ein durchschnittliches Einkommen von 31.906 $ gegenüber den Frauen mit 23.367 $. Das Prokopfeinkommen betrug 19.391 $. 11,1 Prozent der Bevölkerung und 7,6 Prozent der Familien lebten unterhalb der Armutsgrenze. 13,3 Prozent von ihnen sind Kinder und Jugendliche unter 18 Jahre und 12,9 Prozent sind 65 Jahre oder älter.

## Städte und Gemeinden

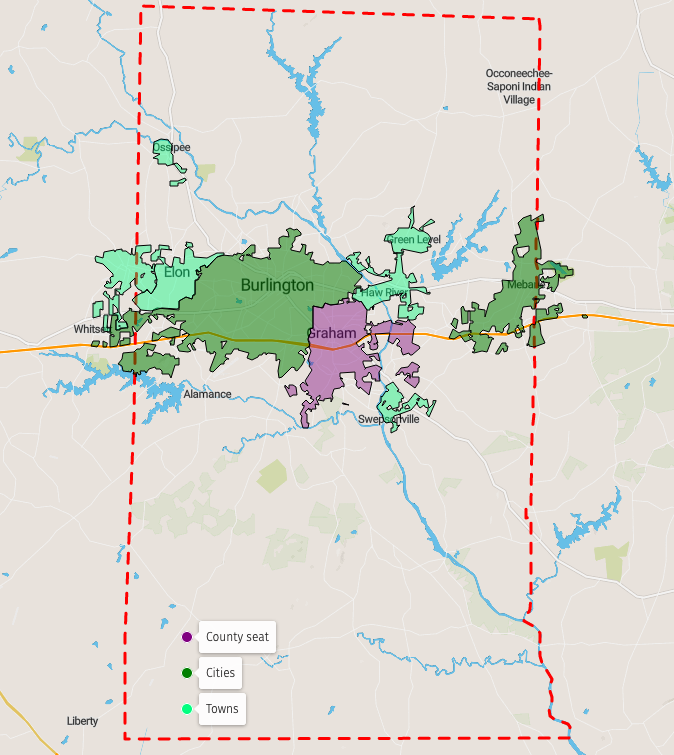
Karte

- Alamance
- Altamahaw
- Burlington
- Elon
- Glen Raven
- Graham
- Green Level
- Haw River
- Kimesville
- Mebane
- Ossipee
- Saxapahaw
- Snow Camp
- Swepsonville